# Gongbuzaur
Gongbuzaur (Gongbusaurus) – mały, roślinożerny dinozaur z rzędu dinozaurów ptasiomiednicznych (Ornithischia)
Żył w okresie późnej jury (ok. 156 mln lat temu) na terenach wschodniej Azji. Długość ciała ok. 1,3-1,5 m, wysokość ok. 50 cm, masa ok. 20-30 kg. Jego szczątki znaleziono w Chinach (w prowincji Syczuan), w skałach formacji Shaximiao.
Opisany na podstawie dwóch zębów. Zaliczany do fabrozaurów lub do hipsylofodonów.
Gatunki gongbuzaura:
- Gongbusaurus shiyii (Dong, Zhou & Zhang, 1983)
- Gongbusaurus wucaiwanensis (Dong, 1989)